# Santa Catarina, São Tomé och Príncipe
Santa Catarina är en ort i distriktet Lembá på västkusten på ön São Tomé i São Tomé och Príncipe. Den har 1 862 invånare (2012).